# 阮惟勣
阮惟勣（越南语：／；1879年—1920年），越南阮朝官員。

## 生平
阮惟勣是廣平省廣澤府布澤縣河泊總里和村（今屬廣平省布澤縣里澤社）人，嗣德三十二年（1879年）出生。祖父是三甲阮惟勳，父親是大臣阮惟勉，哥哥阮惟勝是副榜，阮惟勭是舉人，弟弟阮惟勫是二甲，阮惟劭是副榜，時人稱為“燕山五柱”。
成泰十二年（1900年），阮惟勣參加承天場鄉試，考中舉人。次年（1901年），阮惟勣會試次中格，庭試考中進士。維新年間任興元知府，後歷任候補場督教、清化布政使、兵部參知。
啟定五年（1920年）四月，阮惟勣去世，壽四十二歲。阮廷追授禮部尚書。